# Gabre
Gabre (okzitanisch gleicher Name) ist eine französische Gemeinde mit 124 Einwohnern (Stand 1. Januar 2022) im Département Ariège in der Region Okzitanien (zuvor Midi-Pyrénées); sie gehört zum Arrondissement Saint-Girons und zum Kanton Arize-Lèze.

## Lage
Gabre liegt im Norden des Départements Ariège. Nächstgelegene Stadt ist das etwa 17 Kilometer (Luftlinie) östlich gelegene Pamiers; die Großstadt Toulouse ist knapp 70 Kilometer in nördlicher Richtung entfernt. Die Gemeinde liegt innerhalb des Regionalen Naturparks Pyrénées Ariégeoises.
Die Gemeinde besteht aus dem Dorf Gabre, einigen Weilern (hameaux) und Einzelgehöften.

## Geschichte
Der Ort ist schon seit der Frühzeit besiedelt. Dies belegt der Dolmen von Goudère. Zudem leitet sich der Ortsname vom keltischen Wort gabros ab. Im Mittelalter war Gabre Teil der Grafschaft Foix. Der Malteserorden gründete mit Einverständnis des französischen Königs im Jahr 1281 eine Komturei. Zwei Jahre später wurde eine Bastide errichtet. Diese trug den Namen Bastide de Plaisance. Seit dieser Zeit gehörte Gabre zur Region Languedoc und nicht mehr zur Grafschaft Foix. In den Religionskriegen zerstörten die Hugenotten 1568 den Ort. Die bisherige Dorfkirche wurde bis 1598 eine reformierte Kirche. Danach wurde sie an die Katholiken zurückgegeben und die Protestanten errichteten eine eigene Kirche. Die Gemeinde gehörte von 1793 bis 1801 zum District Mirepoix-Pamiers. Zudem war sie von 1793 bis 2015 Teil des Kantons Le Mas d’Azil (1793–1801 unter dem Namen Kanton Mas d’Azis).

## Bevölkerungsentwicklung
| Jahr                       | 1962 | 1968 | 1975 | 1982 | 1990 | 1999 | 2006 | 2012 | 2019 |
| Einwohner                  | 131  | 106  | 96   | 99   | 95   | 92   | 92   | 104  | 125  |
| Quellen: Cassini und INSEE |      |      |      |      |      |      |      |      |      |

Im 19. Jahrhundert zählte der Ort über 600 Einwohner. Die zunehmende Mechanisierung der Landwirtschaft führte in der zweiten Hälfte des 20. Jahrhunderts zu einem kontinuierlichen Absinken der Einwohnerzahlen bis auf die Tiefstände um das Jahr 2000.

## Sehenswürdigkeiten
- Dolmen von Goudère ein Monument historique[1]
- Kirche Saint-Laurent aus dem Jahr 1725, Monument historique[2]
- Reformierte Kirche aus dem 19. Jahrhundert
- Häuser rund um den Kirchplatz an der Stelle der früheren Komturei der Malteser
- Mühle von Rieutalhol (teils 16. Jahrhundert, teilweise aus dem Jahr 1743)
- Stauseen Lac de Filleit und Lac de Mondely

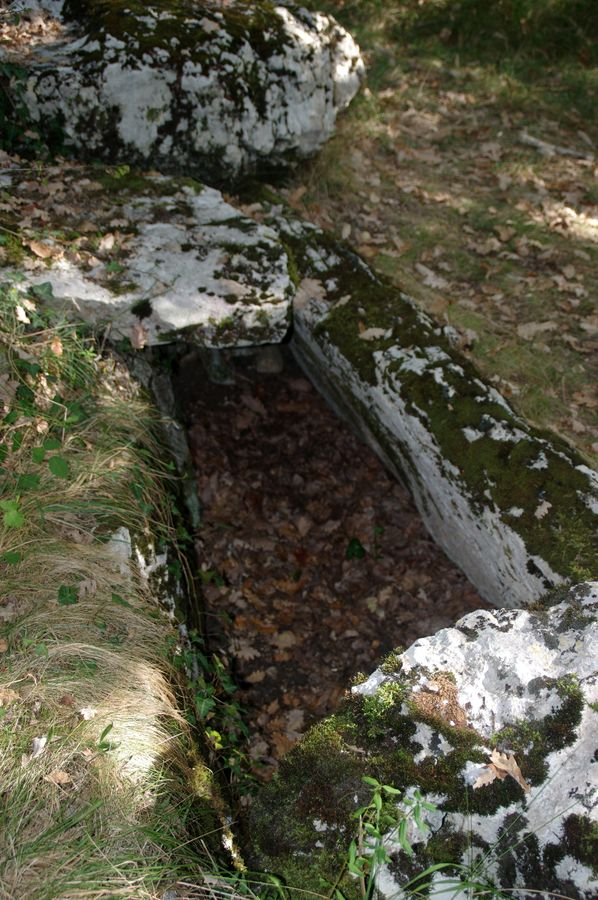
Dolmen von Goudère